# Oldenfelde
Oldenfelde ist ein ehemals selbständiges Dorf und seit 1927 Teil des heutigen Hamburger Stadtteils Rahlstedt.

## Geographie

### Geographische Lage
Oldenfelde (mit kurzem O gesprochen) bedeutet „Altes Feld“, in diesem Kontext also „Alter, waldfreier Boden“. Es ist neben Altrahlstedt, Neurahlstedt und Meiendorf  eine der vier Gemarkungen, die zusammen den mit über 95.000 Einwohnern bevölkerungsreichsten Stadtteil Hamburgs, Rahlstedt, bilden. Begrenzt wird Oldenfelde im Norden durch Meiendorf, im Westen durch die Grenze zu Farmsen-Berne, im Süden durch Altrahlstedt sowie Neurahlstedt und im Osten durch die Landesgrenze Hamburgs. Der Osten Oldenfeldes ist nur dünn besiedelt, dort befindet sich das Naturschutzgebiet Höltigbaum.

### Geologie
Oldenfeldes Osthälfte weist eine hügelige Formation auf, die durch die Schmelzwasserströme der Gletscher aus der Weichseleiszeit vor etwa 12.000 Jahren herrührt. Die abgeschmolzenen Gletscher hinterließen Schutt und Geröll, die sich teilweise zu steilen Wällen, den Osern, ablagerten.

## Geschichte

Karte von Oldenfelde und Umgebung 1895

Oldenfelde wurde 1296 erstmals urkundlich als holsteinisches Bauerndorf erwähnt. Im 13. und 14. Jahrhundert war es unter anderem im Besitz des Klosters Harvestehude und des Hamburger Domkapitels.

Oldenfelde Anfang des 20. Jahrhunderts

Bargteheider Straße/Wolliner Straße (bis 1951 Farmsener Straße) 1905

Von 1326 bis 1750 gehörte Oldenfelde zum Amt Trittau. In der Zeit von 1750 bis 1773 war es Hamburger Pfand. 1891 wies Oldenfelde etwa 600 Einwohner auf. 1893 sorgte die Errichtung der Bahnhaltestelle Altrahlstedt der Lübeck-Büchener Eisenbahn und ab 1904 die Elektrische Kleinbahn von Altrahlstedt nach Volksdorf für einen Bevölkerungsanstieg. 1903 entstand im Bereich des Alten Zollwegs der Ortsteil Neu-Oldenfelde. In diesem Gebiet entstanden die Häuser zunächst schneller als die Straßen. Die Bewohner des Gebietes gelangten daher unbequem über unbefestigte Feldwege zu ihren neuen Eigenheimen. Aus diesem Grund erhielt Neu-Oldenfelde im Volksmund den Spitznamen „Sibirien“. Auch wohlhabende Städter zogen nach Oldenfelde, um der Hektik der Großstadt Hamburg zu entgehen. Sie bauten insbesondere im Bereich Grubesallee, Bargteheider Straße und Oldenfelder Straße Stadtvillen. Weitere Bewohner folgten, so dass der Ort 1913 etwa 1.300 Einwohner zählte.
1927 wurde Oldenfelde nach Rahlstedt eingemeindet. Im Rahmen des Groß-Hamburg-Gesetzes fiel es 1937 an Hamburg.
Nach dem Ersten und dem Zweiten Weltkrieg verkauften viele Bauern ihre Ländereien, aus denen Baugrund entstand. Im Zuge dieser Bebauung veränderte Oldenfelde sein Gesicht und verlor die über Jahrhunderte gewachsene Baustruktur, da die alten Bauernhäuser annähernd vollständig abgerissen wurden. Ein historischer Dorfkern besteht insofern nicht mehr. Der Standort des Dorfkerns lässt sich lediglich am Knotenpunkt der Straßen Berner Straße, Meiendorfer Straße, Oldenfelder Stieg, Delingsdorfer Weg, Oldenfelder Straße, Bargteheider Straße und Alter Zollweg ausmachen.
In den 1950er- und 1960er-Jahren entstanden zahlreiche Bauten mit Sozialwohnungen, so dass die gegenwärtige Baustruktur Oldenfeldes als gemischt und abwechslungsreich bezeichnet werden kann.

## Kultur und Sehenswürdigkeiten

### Naturdenkmal
Der Hamburger Teil des etwa 543 Hektar großen Gebietes Höltigbaum befindet sich auch in den Oldenfelder Grenzen. Es steht durch die Verordnung über das Naturschutzgebiet Höltigbaum vom 26. Mai 1998 unter Naturschutz, der Teil auf dem Gebiet Schleswig-Holsteins bereits seit 1997.

1937 richtete die Wehrmacht hier einen Exerzierplatz ein. 1958 übernahm die Bundeswehr das Gelände als Standortübungsplatz. 1995 gab die Bundeswehr den Höltigbaum als Standortübungsplatz auf.
Das Naturschutzgebiet bietet mit seinen in der Weichseleiszeit entstandenen, üppigen und abwechslungsreichen Hügellandschaften Spaziergängern, Radfahrern und Reitern einen besonderen Freizeitwert.

## Wirtschaft und Infrastruktur

### Verkehr

Die elektrische Kleinbahn 1904

Die Bargteheider Straße bildete bis 2015 einen Abschnitt der Bundesstraße 75 von Hamburg nach Lübeck und wurde dann zur Hauptverkehrsstraße abgestuft.
Durch Oldenfelde führte von 1904 bis 1923 die elektrische Kleinbahn von Altrahlstedt über Volksdorf nach Wohldorf.
Die Fernbahn nach Lübeck und die RB 81 nach Ahrensburg durchqueren Oldenfelde. An der Oldenfelder Grenze führt die U1 entlang, die mit dem U-Bahnhof Berne den Stadtteil an das U-Bahn-Netz anbindet. Seit 2019 gibt es außerdem den U-Bahnhof Oldenfelde, der zwischen dem U-Bahnhof Farmsen und U-Bahnhof Berne liegt.

### Einrichtungen
In Oldenfelde befindet sich die Dietrich-Bonhoeffer-Kirche und die Matthias-Claudius-Kirche der evangelisch-lutherischen Kirchengemeinde Meiendorf-Oldenfelde. Die katholische Kirchengemeinde Rahlstedt hat in der Kirche Mariä Himmelfahrt an der Oldenfelder Straße ihren Sitz.

### Bildung
Oldenfelde verfügt über allgemeinbildende Schulen, und zwar das Gymnasium Oldenfelde, die Stadtteilschule Oldenfelde, die Schule Bekassinenau und die Schule Kamminer Straße.

## Trivia
Während der Bundestagswahl 2021 kam es durch einen Fehler im E-Mail-Verteilersystem der SPD zu einem kuriosen Zwischenfall. Eine kleine Veranstaltung, die der Bürgerschaftsabgeordnete Ole Thorben Buschhüter im Seniorenstift Oldenfelde der Arbeiterwohlfahrt für den 28. September organisiert hatte, landete durch Fehler in der Software des E-Mail-Verteilers stattdessen im zentralen E-Mail-Verteiler der Bundespartei, wodurch alle 400.000 Mitglieder der SPD eine Einladung zu dieser Veranstaltung erhielten. Daraufhin posteten zahlreiche SPD-Mitglieder auf Twitter verschiedene Witzeleien und Memes, die auf diesen Ausrutscher anspielten und den Distrikt Oldenfelde damit bundesweit bekannt machten.